# St. Thomas (Dakota del Nord)
St. Thomas è un centro abitato (city) degli Stati Uniti d'America, situato nella Contea di Pembina nello Stato del Dakota del Nord. Nel censimento del 2000 la popolazione era di 447 abitanti. La città è stata fondata nel 1881.

## Geografia fisica
Secondo i rilevamenti dell'United States Census Bureau, la località di St. Thomas si estende su una superficie di 2,70 km², tutti occupati da terre.

## Popolazione
Secondo il censimento del 2000, a St. Thomas vivevano 447 persone, ed erano presenti 123 gruppi familiari. La densità di popolazione era di 163 ab./km². Nel territorio comunale si trovavano 201 unità edificate. Per quanto riguarda la composizione etnica degli abitanti, il 94,18% era bianco, il 4,25% apparteneva ad altre razze e l'1,57% a due o più. La popolazione di ogni razza ispanica corrispondeva al 19,02% degli abitanti.
Per quanto riguarda la suddivisione della popolazione in fasce d'età, il 29,8% era al di sotto dei 18, il 4,0% fra i 18 e i 24, il 26,8% fra i 25 e i 44, il 23,5% fra i 45 e i 64, mentre infine il 15,9% era al di sopra dei 65 anni di età. L'età media della popolazione era di 37 anni. Per ogni 100 donne residenti vivevano 103,2 maschi.